# Deontologia arxivística

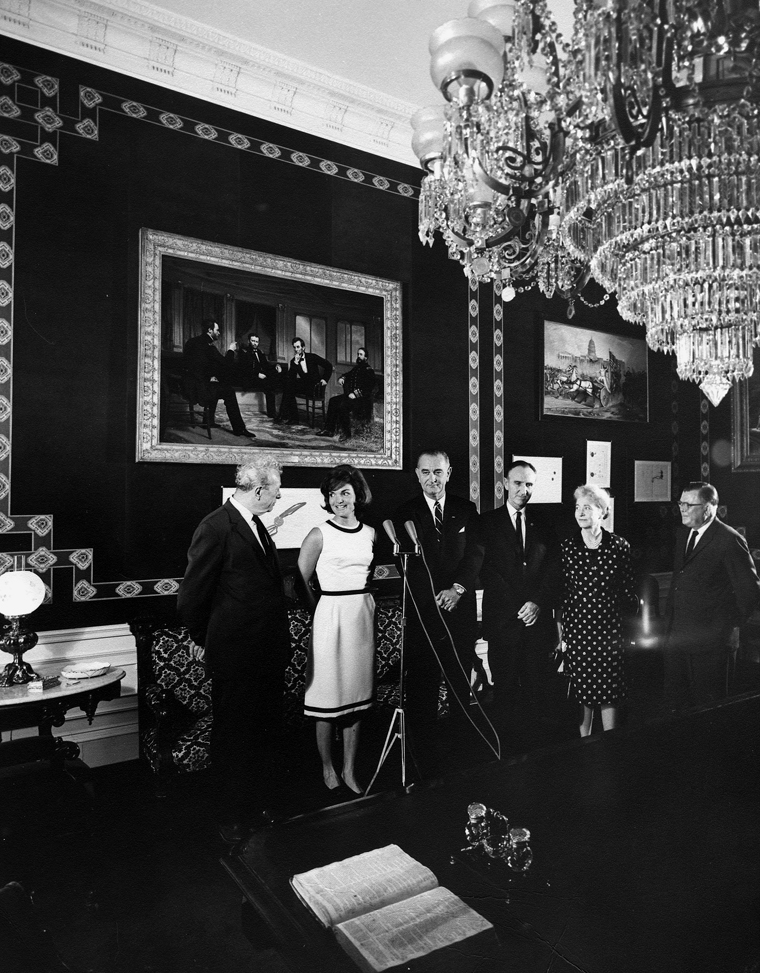
Wayne C.Grove (primer per la dreta) redactor del primer codi deontològic d'arxivística de la història

La deontologia arxivística és el conjunt de normes que ha establert el col·lectiu dels arxivers per tenir una pauta prescriptiva de com actuar diàriament i concretar quines són les bones pràctiques en l'exercici de la seva professió. Les funcions d'un codi deontològic són diverses: per un cantó protegeix els interessos del col·lectiu a través de la regulació de la seva professió, homogeneïtza i sistematitza les conductes dins la pràctica professional diària, i per acabar prestigia al sector davant la societat. Aquestes normes s'elaboren a partir d'interrogar-se sobre quin és l'objectiu de la professió en vers la societat, i quina és la finalitat de la pràctica professional de l'arxiver. Es basen en criteris de dignitat, solidaritat i el bon exercici professional. Tanmateix, la deontologia arxivística no s'esgota en els grans principis de l'ètica, sinó que, com tota professió, té en compte el seu àmbit de treball específic i el normalitza de forma concreta. Les situacions diàries en les que l'arxiver es pot trobar en el seu lloc de treball són les que defineixen els seus principis i en determinen el seu contingut.
Un codi deontològic pretén donar resposta a com actuar en la pràctica professional, per tant no és un conjunt de normes inamovible, sinó amb possibilitats de revisió segons les noves exigències que el context canviant de la professió va plantejant. Depèn de la realitat concreta del col·lectiu d'arxivers de cada país. Això fa que no existeixi un sol codi deontològic arxivístic a nivell mundial.

## Etimologia
Deontologia prové de la paraula grega δέον, participi neutre de l'imperatiu δει, el qual significa allò obligatori, allò just, allò adequat. Arxivística prové d'arxiu, el qual té la seva arrel etimològica en el grec αρχειον (residència dels magistrats), el qual deriva de άρχή que significa: principi, origen, cosa antiga o comandament, magistratura. Archeion es va llatinitzar com a archivum.

## Història
El primer intent d'elaboració d'un codi professional per a arxivers va ser als EUA, el 1939 sota el debat de la necessitat d'un codi pels arxivers per fer front al conflicte entre la llibertat d'informació i la protecció de la intimitat. Tanmateix, el primer codi oficial data de 1955,The archivist's code, redactat per Wayne C. Grover. Aquest codi té un caràcter més aviat pràctic, tracta sobre problemes quotidians i estava destinat a formar els arxivers de l'Arxiu Nacional. Cal destacar que mai va ser adoptat per la professió. A finals dels seixanta, els canvis en la societat en el camp de la llibertat d'informació, de protecció de la intimitat i del copyright van fer que la Society of American Archivists(SAA) creés una comissió per preparar un codi deontològic, el qual va ser aprovat el 1980. A diferència de l'anterior, estava destinat a l'arxivística en la seva totalitat, no solament per als arxivers dels arxius públics. Aquest text ha estat posteriorment revisat al febrer del 2005 i al gener del 2012.
El 1990 el Consell Internacional d'Arxius va decidir encarregar-se de proporcionar un codi deontològic internacional per a l'arxivística. El resultat d'aquesta tasca fou el Code of Ethics aprovat a Pequín el 1996. El dilema en el que es varen debatre era si havia de ser un codi que contingués només valors i principis generals o instruccions detallades per a cada tipus de situació. Finalment, es van decantar pel primer per poder abraçar realitats molt dispars i esdevenir el marc de referència de codis particulars de cada país.
Per tant, aquest text pretén orientar als professionals de l'arxivística, més que donar respostes a problemes concrets (cf. article 4). Aquest codi està constituït per deu articles mancats de caràcter sancionador, per tant la seva aplicació depèn de la bona voluntat de cada associació professional (article 6).
A grans trets, el codi estableix que s'ha de:
- Protegir la integritat dels documents.
- Respectar el principi de procedència.
- Mantenir l'autenticitat.
- Assegurar l'accessibilitat i la intel·ligibilitat de la documentació.
- Deixar constància documentada de la seva activitat envers la documentació.
- Han de ser imparcials en el servei i promoure l'accés a l'arxiu.
- Respectar la privadesa d'acord amb la legislació vigent.
- No tenir una actitud de propietari respecte l'arxiu i actuar en benefici de tothom.
- Actualitzar els seus coneixements sobre arxivística, compartir i difondre els resultats de la seva investigació o experiència per assolir l'excel·lència professional.
- Col·laborar amb els col·legues de la professió per la conservació d'arxius i documents.

Finalment, cal destacar que la dècada dels noranta i la darrera varen ser especialment prolífiques quant a codis de deontologia arxivística. En aquestes dates, només a tall d'exemple, trobem el Code of Ethics de la Australian Society for Archivists (ASA) (1993); a Canadà la Association of Canadian Archivists (ACA), amb el seu Code of Ethics (1999); a França, la Association des Archivistes Français (AAF) amb el seu Code de déontologie (1996); al Regne Unit la Society of Qualified Archivists amb el seu Code of Ethics (2004).

## Codis d'ètica arxivística d'arreu del món i associacions que els han creat[3]
| ÀMBIT TERRITORIAL DE LA NORMA | ASSOCIACIÓ A LA QUE ESTÀ VINCULADA                                                                                           | DENOMINACIÓ DE LA NORMA                                                                                |
| ----------------------------- | --- | --- |
| Austràlia                     | Australian Society of Archivists (ASA)                                                                                       | ASA, Code of Ethics (1993)                                                                             |
| Àustria                       | Oberösterreichische Landesarchiv (OÖLA)                                                                                      | Leitbild für Archivare                                                                                 |
| Canadà                        | Association of Canadian Archivists (ACA)                                                                                     | Code of Ethics (1999)                                                                                  |
| Canadà                        | Association des archivistes du Québec (AAQ)                                                                                  | Code de déontologie (2005)                                                                             |
| Canadà                        | Canadian Association for Conservation of Cultural Property (CAC)&Canadian Association of Professional Conservators (CAP/ACP) | Code of Ethics and Guidance for Practice/Code de déontologie et Guide du practicien (1986; 1989; 2000) |
| Eslovàquia                    | Slovensky archiv sociálnych dat (SASD)                                                                                       | Etický kódex Slovenského archívu sociálnych dát                                                        |
| Espanya                       | Associació d'Arxivers·Gestors de Documents de Catalunya                                                                      | Codi deontològic dels arxivers catalans(2002)                                                          |
| Estats Units                  | Academy of Certified Archivists (ACA)                                                                                        | The 2003 Role Delineation Statement Revision (2003)                                                    |
| Estats Units                  | American Institute for Conservation (AIC)                                                                                    | Code of Ethics and Guidelines for Practice (1977;1979;1985;1994)                                       |
| Estats Units                  | Society of American Archivists (SAA)                                                                                         | Code of Ethics for Archivists(1980;2005;2011;2012)                                                     |
| Europa                        | European Confederation of Conservator-Restorers Organizations (ECCO)                                                         | E.C.C.O. Professional Guidelines (2002)                                                                |
| França                        | Association des Archivistes Français (AAF)                                                                                   | Code de déontologie (1996)                                                                             |
| Internacional                 | Institute of Certified Records Managers (ICRM)                                                                               | Code of Ethics                                                                                         |
| Internacional                 | International Association of Sound and Audiovisual Archives (IASA)                                                           | The Safeguarding of the Audio Heritage: Ethics, Principles and Preservation Strategy. (1997;2001;2005) |
| Internacional                 | Consell Internacional d'Arxius (CIA)                                                                                         | Code of Ethics (1996)                                                                                  |
| Internacional                 | International Federation of Film Archives (FIAF)                                                                             | Code of Ethics (1998)                                                                                  |
| Nova Zelanda                  | Archives and Records Association of New Zealand (ARANZ)                                                                      | Code of Ethics for the Archives and Records Association of New Zealand                                 |
| Països Baixos                 | Koninklijke Vereniging van Archivarissen in Nederland (KVAN)                                                                 | Beroepscode voor archivarissen (1997)                                                                  |
| Països Baixos                 | Nederlandse Vereniging van Restauratoren (Dutch Association on Professional Restorers)                                       | Code of Ethics (1992; 2003)                                                                            |
| Portugal                      | Associaçao Portuguesa de Bibliotecários, Arquivistas e Documentalistas (APBAD)                                               | Código de Ética (1999)                                                                                 |
| Regne Unit                    | Institute of Conservation (ICON)                                                                                             | Code of Ethics and Rules of Practice (2002; 2007)                                                      |
| Regne Unit                    | Society of Archivists (SA)                                                                                                   | Code of Conduct (1994)                                                                                 |
| Regne Unit                    | Society of Qualified Archivists                                                                                              | Code of Ethics (2004)                                                                                  |
| Regne Unit                    | Standing Conference on Archives and Museums (SCAM)                                                                           | A Code of Practice on Archives for Museums and Galleries in the United Kingdom (1990; 2002)            |
| Suïssa                        | Association suisse de conservation et restauration (SCR)                                                                     | Berufbild und Ehrenkodex (2005)                                                                        |
| Suïssa                        | Verein Schweizerischer Archivarinnen und Archivare (VSA)                                                                     | Code of Ethics for Archivists (1998)                                                                   |

## Diferents realitats dins l'àmbit internacional

### Estats Units
El text actual aprovat per la Society of American Archivists (SAA) consta de dues parts: Core Values of Archivists i Code of Ethics for Archivists. Té per objectiu no només guiar als arxivers sinó informar a les persones de l'entorn professional del compromís ètic adoptat per aquest col·lectiu professional. Aquest codi no conté un apartat sancionador.
La part Core Values of Archivists fou aprovada el 2011 i fa al·lusió a l'aplicació dels principis ètics dins la pràctica professional diària en diversos àmbits:
- Fomentar l'accés i ús de la informació sempre que sigui possible.
- Facilitar que la informació acompleixi l'objectiu de rendició de comptes.
- Promoure l'ús i la comprensió dels registres històrics.
- Fomentar i respectar la diversitat de punts de vista dins la documentació de l'arxiu.
- Preservar la documentació per tal que pugui ser un mitjà per comprendre el passat, el present i el futur.
- Conservar una amplia varietat de documents per al benefici de les generacions futures.
- Entendre l'aprenentatge permanent i la col·laboració amb els col·legues com a mitjans per a la recerca de l'excel·lència en la pràctica diària.
- Assegurar la custòdia responsable dels documents.
- Decidir quins materials triar per a la conservació basant-se en una gamma àmplia de criteris, buscant quan calgui l'assessorament d'altres experts.
- Tractar de satisfer les necessitats dels usuaris de manera ràpida, eficaç i eficient.
- Entendre el factor de responsabilitat social de la professió d'arxiver, i l'arxiu com a part del patrimoni cultural de tots els membres de la societat i com una eina de coneixement i apreciació global del passat dins la societat.

Per la seva banda, el fa referència al comportament que ha de tenir tot arxiver respecte a diferents qüestions, segons l'aplicació a la pràctica diària dels principis enunciats en la primera part.

### Nova Zelanda
En aquest país Archives and Records of New Zealand (ARANZ) va redactar un text dirigit no només a arxivers, sinó a institucions, administradors d'arxius, investigadors i personal dels registres. Aquest codi consta de deu punts bàsics que estableixen la conducta que s'espera de tots els seus destinataris en l'àmbit professional: acatar la constitució, comportar-se professionalment, no tenir actituds discriminatòries respecte als altres en l'entorn laboral, mantenir la integritat de la documentació, promoure i divulgar l'ús dels arxius.

### Portugal
En aquest país, l'Associaçao Portuguesa de Bibliotecários, Arquivistas e Documentalistas (APBAD) el 1999 va optar per confeccionar un codi deontològic comú a tots els professionals de la informació, el Código de Ética.

### Espanya
A la resta de l'Estat Espanyol, no existeix una única associació d'arxivers sinó que el col·lectiu es troba dispers en diverses agrupacions que alhora, en alguns casos, abracen també professionals de sectors com la biblioteconomia, la museística i la documentació, com per exemple la Federación Española de Sociedades de Archivística, Biblioteconomia, Documentación y Museística. Això ha comportat que en l'actualitat, en el context espanyol, el debat estigui centrat en si cal realment un codi deontològic arxivístic específic, o la normativa ètica ha de ser comuna per a tots els professionals dedicats a la gestió de la informació. Mentre aquesta dialèctica no troba un consens del sector, la pràctica totalitat d'aquestes, per exemple l'associació Archiveros Españoles en la Funcion Pública, han optat per adoptar com a propi la versió oficial traduïda a l'espanyol del Codi Deontològic Internacional.

## Catalunya
A Catalunya, l'Associació d'Arxivers·Gestors de documents de Catalunya va optar per la creació d'un codi propi sota el paraigua del codi aprovat pel Consell Internacional d'Arxius. L'inici de la seva elaboració se situa l'any 1998. En un primer moment, tan sols es volia traduir, però llavors es va decidir fer-ne un que el desenvolupés, i que alhora fos adequat a la realitat arxivística i social catalana.
El col·lectiu a qui va dirigit aquesta normativa és el de tots els arxivers que exerceixen a Catalunya, siguin del sector públic o privat; a més a més de tots els socis de l'Associació que realitzin la seva activitat fora de Catalunya i vulguin aplicar-lo a títol personal.
Aquest codi consta d'un preàmbul en el qual es dibuixen les funcions socials dels arxivers, entenent com a tal el fet d'assegurar i possibilitar la utilització dels documents d'arxiu. La principal particularitat del codi és que conté un glossari sobre el vocabulari propi de l'arxivística, on hi consten les definicions d'arxiver, arxiu, fons documental, document d'arxiu i sistema de gestió documental.
La principal part del codi, on hi ha els principis més propis de l'arxivística, està estructurat en cinc punts on es consideren diverses situacions en les quals l'arxiver està en relació amb altres agents socials, el material que custodia i la mateixa professió. Els punts són els següents: l'exercici de la professió envers la societat, la professió, els fons i els documents, els usuaris, els arxivers i altres professionals.
Envers la societat, aquesta normativa entén que la professió d'arxiver ha de tendir a promoure el dret d'accés als documents, vetllar per la protecció de dades de caràcter personal, conservar i difondre el patrimoni documental, facilitar la recerca científica i respectar els drets d'autor.
Envers la professió, el codi estipula l'obligació de tot arxiver de conèixer i respectar els principis reconeguts pel col·lectiu professional, d'actualitzar els seus aprenentatges i coneixements, de mantenir el seu criteri professional per sobre de pressions i interessos externs, de ser objectiu quan desenvolupi la seva activitat professional, de no realitzar cap activitat privada que pugui donar lloc a incompatibilitats amb la seva professió, de garantir el secret professional de la informació a què hagi accedit durant la seva feina, i a documentar i justificar cadascuna de les actuacions de tractament arxivístic que realitzi.
Envers els fons, la normativa catalana diu que tot professional ha de vetllar per la integritat d'aquestos, que ha de portar a terme totes les actuacions que calguin encaminades a la conservació permanent dels documents que estiguin sota la seva custòdia, afavorir quan s'escaigui el retorn dels fons documentals al seu marc institucional i territori original, respectar les condicions de cessió que cada fons posseeix i no utilitzar mitjans il·lícits per a l'adquisició de documentació.
Envers els usuaris, el codi ètic català diu que la conducta de l'arxiver ha d'encaminar-se a donar un tracte igualitari, ha d'esforçar-se per donar la millor atenció possible, a no crear falses expectatives respecte a quines són les seves competències professionals, a garantir que la informació sobre els usuaris serà reservada, a no utilitzar la informació que custodia amb objectius il·lícits, a fer la màxima difusió dels contingut i els serveis de l'arxiu al seu càrrec i alertar d'investigacions coincidents amb el permís previ dels implicats.
Envers els arxivers i altres professionals, les principis ètics, que segons aquest codi, regeixen la conducta de tot professional de l'arxivística són els de la solidaritat, el respecte i la col·laboració. Així, els arxivers han de treballar pel reconeixement del col·lectiu, facilitar orientació als col·legues quan ho necessitin, promoure l'intercanvi de coneixements entre els companys del gremi i col·laborar amb altres professionals per tendir a una millora de l'eficàcia en la seva tasca.
En relació als mitjans sancionadors, el text, finalment, en la disposició addicional, remet a l'article 11 dels Estatuts de l'Associació d'Arxivers de Catalunya, segons el qual qualsevol infracció greu d'aquest Codi Deontològic suposarà l'expulsió de l'Associació de la persona sancionada.